# Contre-enquête (film, 2007)
Pour les articles homonymes, voir Contre-enquête.
Pour plus de détails, voir Fiche technique et Distribution.
Contre-enquête est un film policier français réalisé par Franck Mancuso et sorti en 2007, avec Jean Dujardin dans le rôle principal.

## Synopsis
À la Crim', le capitaine Malinowski est souvent face à des affaires difficiles. Un jour, sa fille se fait violer puis tuer et sa vie bascule. À la vue de sa détresse, ses collègues mènent l'enquête très rapidement. Un homme, Daniel Eckmann, est très vite arrêté, puis condamné. Mais il se dit innocent et décide d'écrire une lettre au père de la victime, Malinowski. 
Ce dernier va alors sembler douter des conclusions hâtives de l'enquête et mener une contre-enquête en solitaire, se cachant de son épouse. Le témoignage d'une femme éprise du criminel en prison, lors du procès en révision de celui-ci, le fait finalement acquitter. Il retrouve le capitaine Malinowski chez lui, en souhaitant le remercier de son implication pour le faire innocenter.
Malinowski drogue Eckmann, qui se réveille attaché aux abords d’un trou creusé par Malinowski. Il lui révèle qu’il savait depuis le début qu’il était le vrai coupable et que son revirement n’est motivé que par un désir de vengeance. Il déclare que les pères qui jurent de tuer les meurtriers de leurs enfants après 20 ans de prison, ne le font pas ; lui, si. Il enterre Eckmann vivant, référence au fait que ce dernier s’était jeté dans le fosse creusée pour le cercueil de sa mère au moment de son enterrement. Son supérieur hiérarchique, plein de doutes, vient le retrouver à l'endroit où est enterrée sa fille et lui demande comment il va désormais continuer sa vie.

## Fiche technique
- Titre : Contre-enquête
- Réalisation : Franck Mancuso
- Scénario : Franck Mancuso, d'après l'œuvre de Lawrence Block
- Production : Patrick Gimenez, Eric Hubert  , Romain Le Grand
- Musique originale : Krishna Levy
- Photographie : Jérôme Alméras
- Son : Laurent Poirier
- Montage : Andrea Sedláčková
- Casting : Virginie Ogouz
- Costumes : Jean-Daniel Vuillermoz
- Sociétés de production : Galfin Productions, Epheme Productions, Pathé Renn Productions, M6 Films
- Société de distribution : Pathé Distribution (France)
- Budget : 7 600 000 euros
- Pays de production :  France
- Langue originale : français
- Genre : policier
- Format : couleur - 35 mm
- Durée : 85 minutes (en France)
- Année de production : 2006
- Dates de sortie :
  - Allemagne : 10 février 2007 (European Film Market)
  - France : 7 mars 2007
  - Belgique : 7 mars 2007

## Distribution
- Jean Dujardin : Richard Malinowski
- Laurent Lucas : Daniel Eckmann
- Agnès Blanchot : Claire Malinowski
- Aurélien Recoing : Stéphane Josse
- Jacques Frantz : Michel Arnalde
- Jean-Pierre Cassel : Docteur Delmas
- Jean-François Garreaud : Armand Salinas
- Alexandra Goncalvez : Émilie Malinowski
- Claudine Vincent : Catherine Courrieux
- Caroline Santini : Christiane Carlier
- Marie Guillard : Mathilde Josse
- Gabriel Mancuso : Gabriel Josse
- Thierry Bosc : Albin Schneider
- Jean-Pierre Germain : Jean-François Perrin
- Benjamin Guyot : Lebars
- Luc Lavandier : Mertens
- Alain Meunier : Lieutenant Tarnos
- Jean-Pierre Rochette : Gino Battista
- Arsène Mosca : Ardouin
- Roland Timsit : Metlouti
- Hocine Choutri : Nault
- Nicolas Silberg : Maître Beckers
- Marie Espinosa : Vanessa
- Marie Lenoir : Présidente des Assises
- Françoise Pinkwasser : Annette Salinas
- Sophie Barjac : Juge Arcaro
- Philippe Ogouz : Président de la révision des procès
- Georges Bécot : Maître Fiorucci
- Marc Samuel : Maître Darnay
- François Aramburu : Dr. Stéphanel
- Virginie Ledieu : Charlène Kraus
- Emmanuel Guttierez : Antoine Valdes
- Pierre-Jean Chérer : Stéphane Alexandre
- Fabrice Herbaut : un journaliste
- Patrick Gimenez :un journaliste
- Joseph Leroux : Sylvain Ferro
- Régis Romele : un employé des pompes funèbres
- Sébastien Lalanne : l'avocat de Daniel Eckmann
- Sophie Mounicot : un inspecteur de police

## Tournage
Des scènes ont été tournées dans la forêt de Meudon (sur le territoire de Clamart) et au cimetière intercommunal de Clamart.

## Accueil

### Accueil critique
En France, le site Allociné propose une note moyenne de 2,1⁄5 à partir de l'interprétation de critiques provenant de 20 titres de presse.